# Улица Тулика
У́лица Ту́лика (эст. Tulika tänav) — улица в районе Кристийне города Таллина, столицы Эстонии. Начинается от Палдиского шоссе, откуда идёт нумерация её домов, заканчивается на перекрёстке с улицей Нымме, переходя в улицу Котка. Протяжённость — 1199 м.

## Географическое описание
Пролегает в микрорайоне Лиллекюла. Имеет в основном направление с севера на юг. Начинается от перекрёстка Палдиского шоссе и улицы Сыле, пересекается с улицами Мадара, Касву, Тулика-пыйк, Юлазе, Синика, Эндла, Коскла, Коткапоя и заканчивается на перекрёстке с улицей Нымме. Ей продолжением является улица Котка.

## История и застройка
Своё название улица Тулика получила 18 марта 1931 года. Изначально она заканчивалась на перекрёстке с улицей Эндла. В начале 1960-х годов, когда был построен Таллинский таксопарк, её продлили до улицы Коскла. Два года спустя был достроен её конечный участок.
Начальный участок улицы был застроен в 1930—1940-х годах двух- и трёхэтажными жилыми домами. В 1964 году было основано производственное объединение бытовой химии «Флора» и на левой стороне улицы были возведены его производственные здания (ул. Тулика 19). В 1993 году предприятие было приватизировано, на его базе создано акционерное общество «Mayery Industries», и производство переведено в посёлок Табивере уезда Тартумаа. Рядом с корпусами бывшего предприятия (Tulika tn 19A и Tulika tn 19B) было построено офисное здание «Flora maja» (Tulika tn 19C) и данный участок стал преобразовываться в бизнес-квартал «Флора».
Таллинский таксомоторный парк— предприятие Управления пассажирских перевозок Министерства автомобильного транспорта и шоссейных дорог Эстонской ССР — был основан в 1950 году. Его новые производственные здания и сооружения по адресу улица Тулика 33 вошли в строй в 1961 году. В 1990 году в Таллинском таксопарке насчитывалось 3000 работников и 1200 автомобилей и микроавтобусов. Таксопарк был приватизирован в 1991 году. Несколькими годами спустя территорию бывшего таксопарка занял торговый центр «Кристийне» (Kristiine Keskus) и его парковка.
Участок улицы Тулика от улицы Эндла до улицы Котка в основном застраивался в 1960—1970-х годах. Были возведены два четырёхэтажных и три пятиэтажных жилых дома. По адресу ул. Тулика 37 в 1970 году было построено студенческое общежитие.

## Общественный транспорт
По улице проходят маршруты городских автобусов № 23, 32, 35, 67, 72 (в обе стороны) и троллейбуса № 4 (в сторону от улицы Эндла к Палдискому шоссе).

Улица Тулика
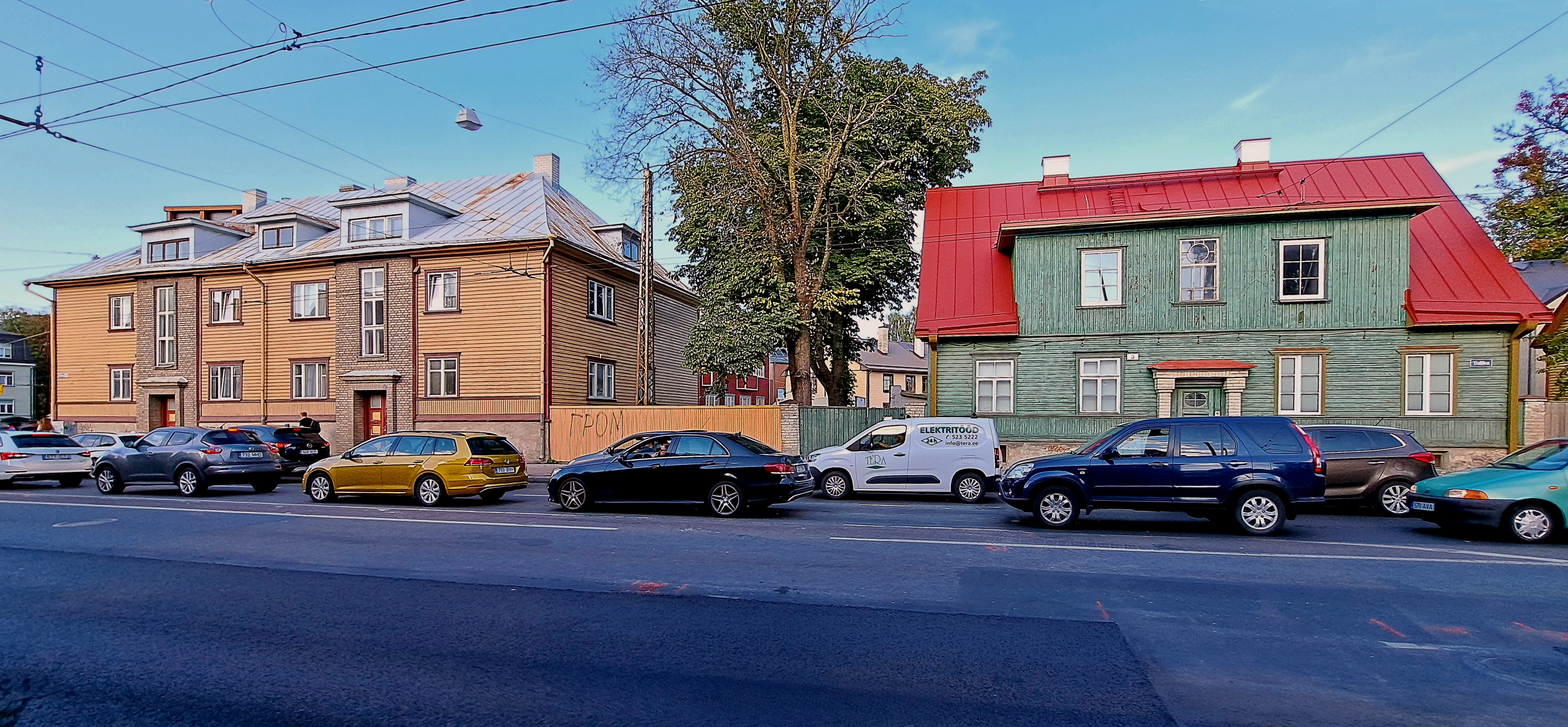
Дома 1 и 3
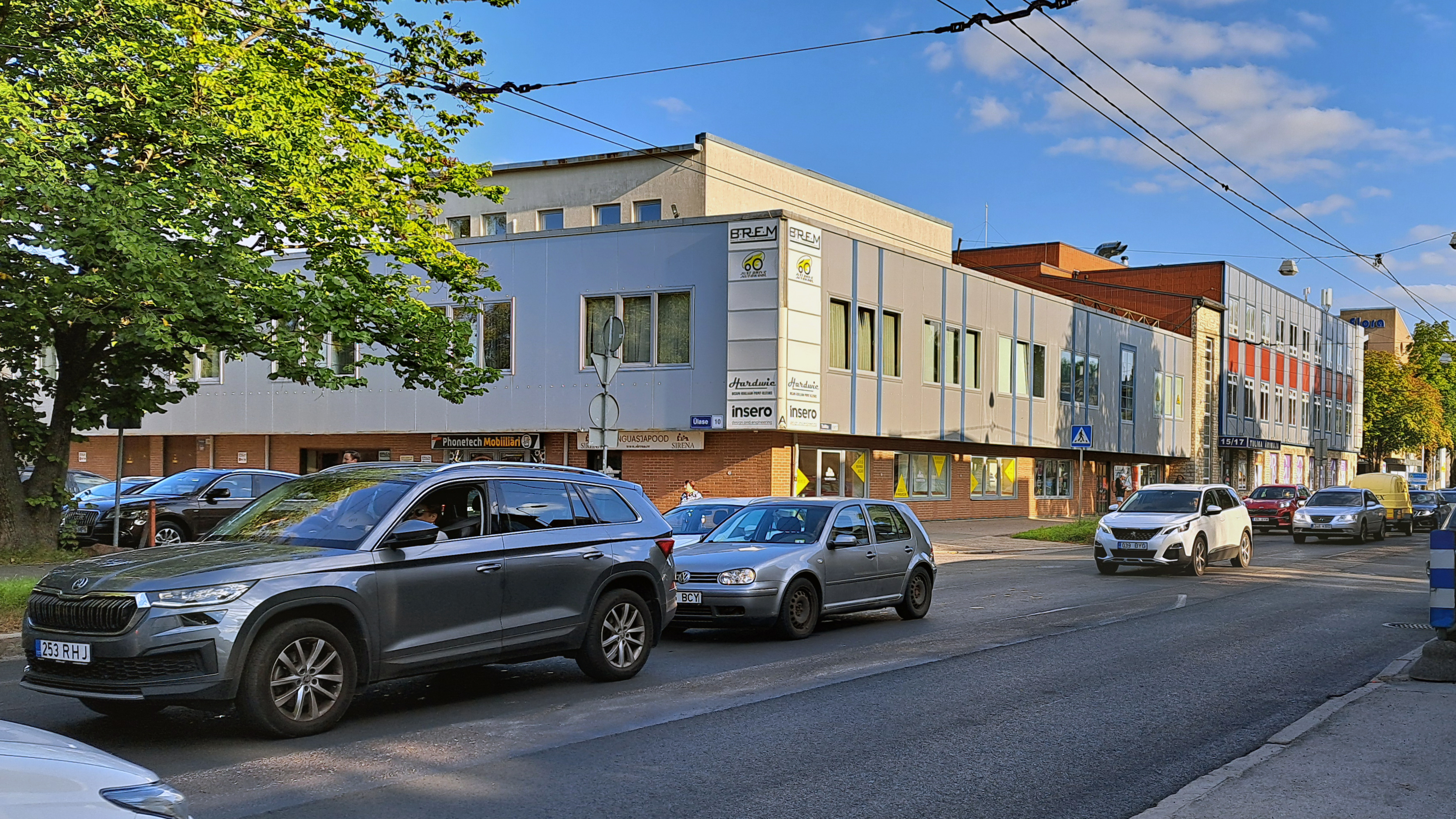
Дом 15/17 (бизнес-здание «Тулика»)
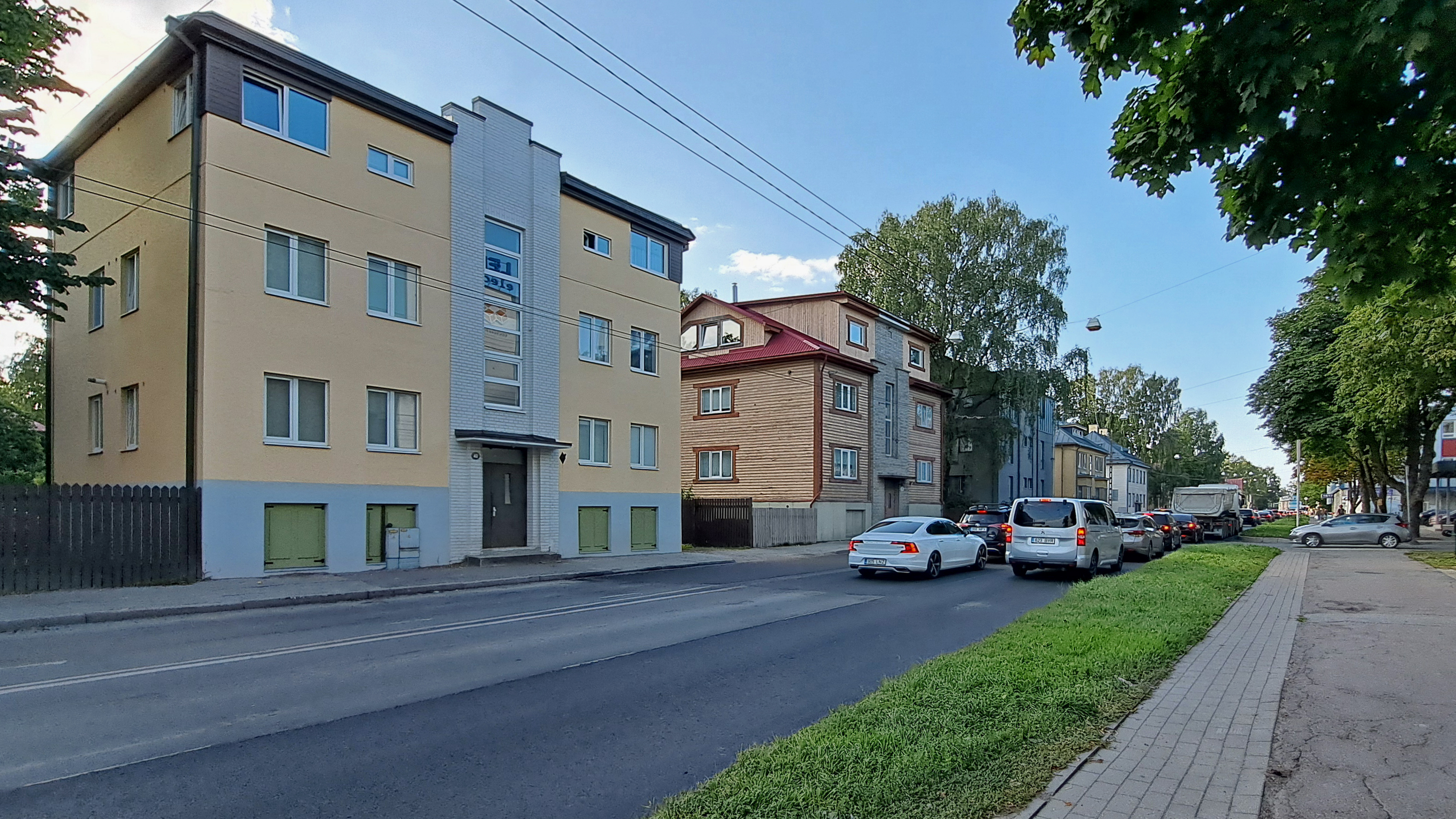
Дома 40, 38, 36, 34, 32
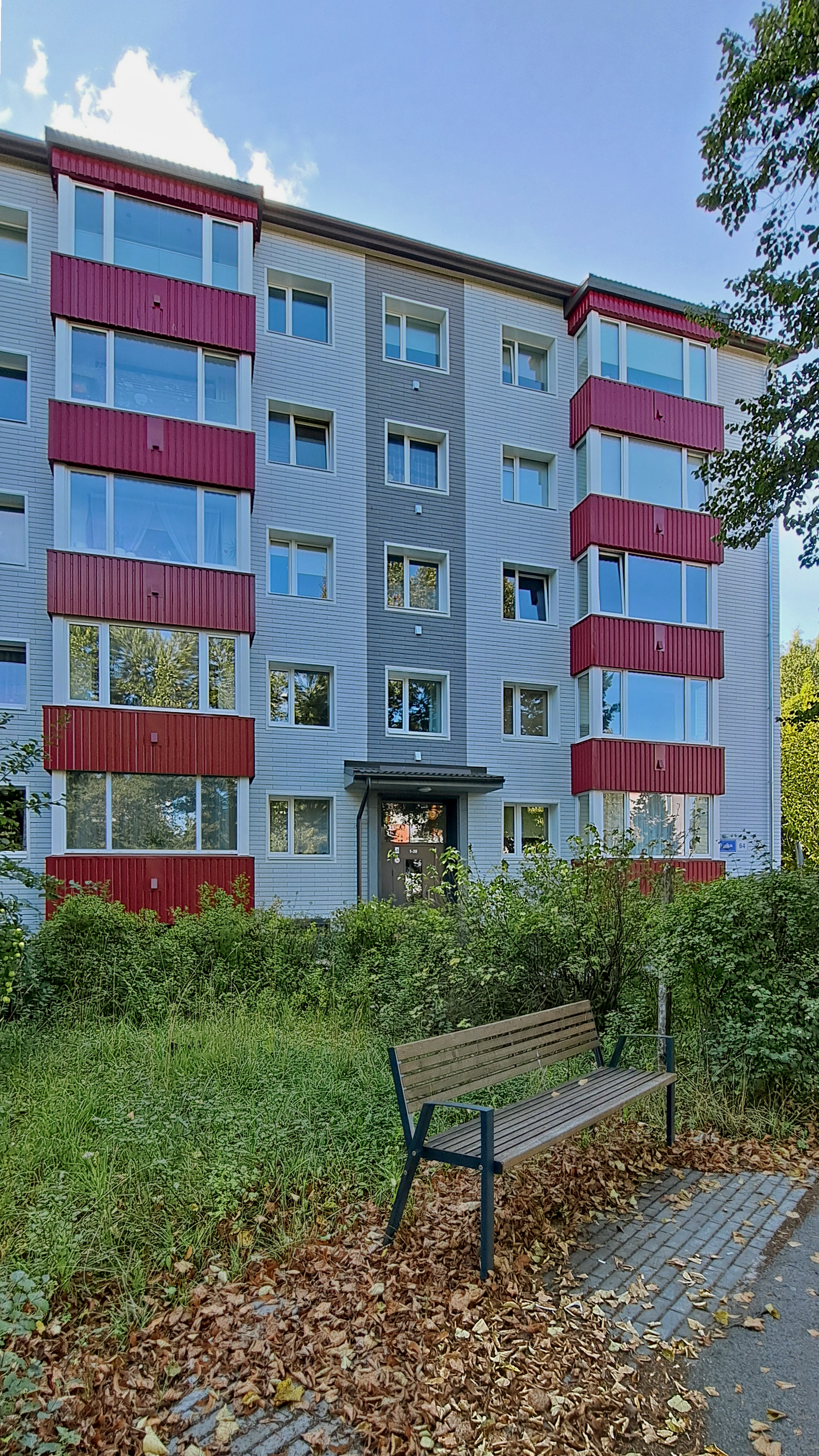
Дом 64